# Loch Ericht
Loch Ericht (gaélico escocés: Loch Eireachd) es un lago de agua dulce situado en la frontera entre los antiguos condados de Perthshire (actual Perth and Kinross) e Inverness-shire (actual "Highland") en Escocia.
Tiene una orientación noreste-suroeste. El pueblo de Dalwhinnie se encuentra en el extremo noreste del lago. Loch Ericht es el décimo lago de agua dulce más grande de Escocia y es conocido por su pesca de trucha y la trucha Ferox.
Loch Ericht ocupa una importante brecha glaciar que atraviesa la antigua divisoria principal de los montes Grampianos desde Ben Nevis hasta los Cairngorms. Esta brecha sigue la falla de Loch Ericht, una estructura importante de la orogenia caledoniana, paralela a la falla de Great Glen y otras fallas con orientación NE-SO. Se estima que el collado preglaciar en la antigua divisoria, entre Beinn Bheoil y Stob an Aonaich Mhoir, estaba a 650 metros sobre el nivel del mar. Como el fondo del lago está a 200 metros, el hielo ha excavado una zanja de al menos 450 metros de profundidad. El glaciar transportó bloques erráticos de granito de Rannoch por las laderas de Strath Spey. Una brecha secundaria se abrió entre The Fara (Am Faireamh) y Geal Charn (Drumochter), decapitando así la cuenca del río Pattack. La actual divisoria se ha desplazado unos 16 kilómetros al noreste, hasta Dalwhinnie.
El lago forma parte de un sistema hidroeléctrico y está represado en ambos extremos. El agua entra por el extremo norte a través del acueducto de Cuaich. El extremo sur está conectado mediante un tubo a una central hidroeléctrica en el Loch Rannoch, que capta la mayor parte del caudal del río Ericht, de 4 millas (6,4 km) de longitud. La pequeña presa del norte se encuentra en la antigua divisoria natural, elevando ligeramente el nivel natural del lago. El volumen del embalse es de 230 millones de m³ y la longitud de agua es de 24,4 kilómetros (15,2 mi).
Está previsto el desarrollo del proyecto de almacenamiento por bombeo de Corrievarkie, que almacenaría 22 millones de metros cúbicos de agua en las colinas sobre el lago. Si se construye, tendría una potencia de 600 MW durante 24 horas.
Loch Ericht está rodeado de varios Munros, incluidos Ben Alder (1148 metros), Geal-Chàrn (1132 metros) y las colinas de Drumochter al sureste. A lo largo del lago se sitúan antiguas zonas tradicionales de caza llamadas "bosques", siendo el más destacado el bosque de Ben Alder.

## Cartografía
El Loch Ericht aparece en:
- Mapa Explorer 393 (1:25000) Ben Alder, Loch Ericht y Loch Laggan de Ordnance Survey (ISBN 9780319239186).
- Mapa Landranger 42 (1:50000) Glen Garry y Loch Rannoch (ISBN 9780319231296).